# .af
پسوند ‎.af‏ پسوند دامنه اینترنتی کشور افغانستان است. مسئول ثبت دامنه‌های با این پسوند وزارت ارتباطات افغانستان است.
اطلاعات دامنه های ثبت نشده و همچنین وضعیت ثبت بودن یا آزاد بودن دامنه ها با پسوند .af از آدرس اینترنتی http://whois.nic.af/whois.jsp قابل بررسی می باشد.
دامنه .af در سال 1997، یک سال پس از تسخیر کابل توسط جنگجویان طالبان و تأسیس امارت اسلامی افغانستان ، به عبدالرازق واگذار شد . NetNames لندن در ابتدا دامنه را پس از توافق با IANA حفظ کرد.  رازق بعداً ناپدید شد و برخی از خدمات را متوقف کرد. این دامنه در 10 مارس 2003 به عنوان یک برنامه مشترک بین UNDP و وزارت ارتباطات افغانستان بازگشایی شد.

## دامنه های سطح دوم
.gov.af
.com.af
org.af
.net.af
.edu.af
.tv.af
.media.af